# Bad Breisig

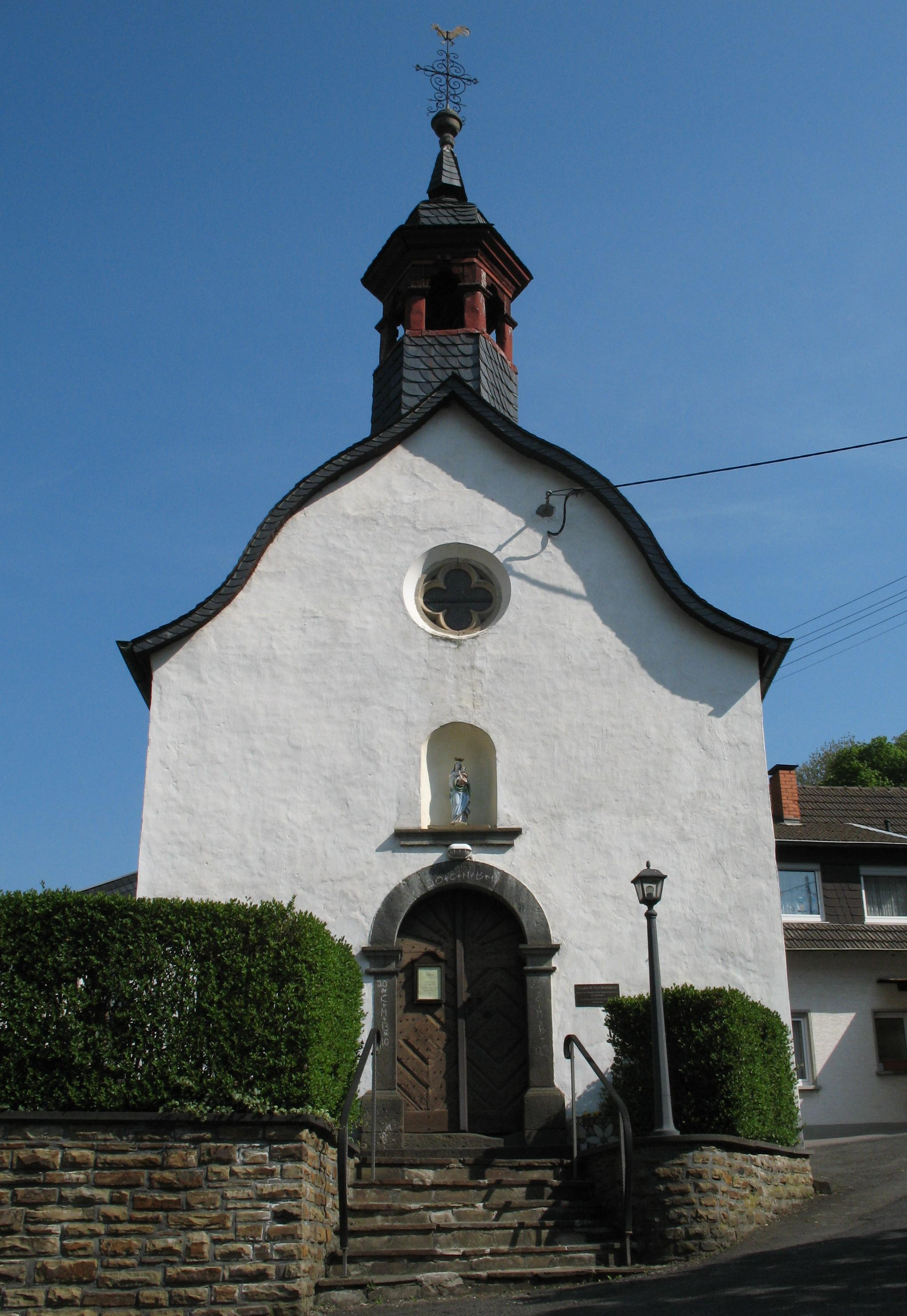

Bad Breisig è una città di 9 671 abitanti della Renania-Palatinato, in Germania. Fa parte del circondario (Landkreis) di Ahrweiler (targa AW).
Bad Breisig è il capoluogo del Verbandsgemeinde Bad Breisig,  ("comunità amministrativa di Bad Breisig").